# 성남시 분당구 을
성남시 분당구 을은 대한민국의 국회의원 선거구이다. 경기도 성남시 분당구의 일부 지역을 관할한다. 현직 국회의원은 국민의힘의 김은혜이다.

## 역사
제16대 국회의원 선거를 앞두고 성남시 분당구 선거구가 갑, 을로 분구되면서 신설되었다.
제20대 국회의원 선거를 앞두고 성남시 분당구 갑 선거구에서 수내1동, 수내2동을 편입했다.

## 관할 구역
| 대수      | 관할 구역                                                                                                   |
| --------- | --- |
| 16대      | 성남시 분당구 분당동, 수내동, 정자동, 불정동, 신기동, 금곡동, 구미동                                        |
| 17대~18대 | 성남시 분당구 금곡동, 수내3동, 정자1동, 정자2동, 정자3동, 분당동, 구미동                                    |
| 19대      | 성남시 분당구 분당동, 수내3동, 정자1동, 정자2동, 정자3동, 금곡동, 구미동, 구미1동                           |
| 20대~     | 성남시 분당구 분당동, 수내1동, 수내2동, 수내3동, 정자동, 정자1동, 정자2동, 정자3동, 금곡동, 구미1동, 구미동 |

## 역대 국회의원
| 선거   | 정당 | 정당         | 의원   |
| ------ | ---- | ------------ | ------ |
| 2000년 |      | 한나라당     | 임태희 |
| 2004년 |      | 한나라당     | 임태희 |
| 2008년 |      | 한나라당     | 임태희 |
| 2011년 |      | 민주당       | 손학규 |
| 2012년 |      | 새누리당     | 전하진 |
| 2016년 |      | 더불어민주당 | 김병욱 |
| 2020년 |      | 더불어민주당 | 김병욱 |
| 2024년 |      | 국민의힘     | 김은혜 |

## 역대 선거 결과

### 대한민국 제16대 국회의원 선거
|  | 50.86% |

|  | 44.18% |

|  | 4.94% |

### 대한민국 제17대 국회의원 선거
|  | 53.95% |

|  | 41.11% |

|  | 3.91% |

|  | 0.56% |

|  | 0.45% |

### 대한민국 제18대 국회의원 선거
|  | 71.06% |

|  | 26.72% |

|  | 2.21% |

### 2011년 대한민국 재보궐선거
|  | 51.00% |

|  | 48.31% |

|  | 0.67% |

### 대한민국 제19대 국회의원 선거
|  | 52.59% |

|  | 43.12% |

|  | 3.49% |

|  | 0.78% |

### 대한민국 제20대 국회의원 선거
|  | 39.85% |

|  | 30.96% |

|  | 18.81% |

|  | 9.38% |

|  | 0.97% |

### 대한민국 제21대 국회의원 선거
|  | 47.94% |

|  | 45.10% |

|  | 3.96% |

|  | 2.11% |

|  | 0.34% |

|  | 0.30% |

|  | 0.21% |

### 대한민국 제22대 국회의원 선거
|  | 51.13% |

|  | 48.86% |